# Кашперовский сахарный завод
Кашперовский сахарный завод — предприятие пищевой промышленности в селе Кашперовка Тетиевского района Киевской области Украины.

## История

### 1856 - 1917
Небольшой сахарный завод в селе Кашперовка Таращанского уезда Киевской губернии Российской империи был построен в середине 1850х годов в имении помещика Л. Свейковского на месте ранее существовавшей винокурни и начал работу в 1856 году.
Изначально, до 1861 года на заводе работали крепостные крестьяне. В 1860 году здесь работали два квалифицированных мастера и 309 сезонных рабочих (крестьян из окрестных сёл), и в этом году он произвёл 19 125 пудов сахара.
После создания "акционерного общества Кашперовского сахарного завода" в 1868 году началось оснащение завода новым оборудованием, увеличившим производственные мощности. Если в 1879 году на заводе работали 220 человек и было выпущено 52 тыс. пудов сахара, то в 1884 году - 2858 человек и 103,5 тыс. пудов сахара.
В 1901 году сахарный завод и обеспечивавшие его сырьём свекольные плантации стали собственностью франко-бельгийского акционерного общества «Франк эль-К».
В 1903 году здесь был построен рафинадный цех, продукция которого (колотый сахар-рафинад) шла на экспорт
В это время условия труда были тяжёлыми (рабочий день продолжался 14-16 часов), охраны труда не имелось (что приводило к несчастным случаям на производстве), оплата была низкой (7 - 8 рублей в месяц). В результате, во время первой русской революции в мае 1905 года начали забастовку рабочие экономии, потребовавшие повысить зарплату. К ним присоединились рабочие сахарного завода.
В 1913 году завод произвёл 368 407 пудов сахара.
После Февральской революции 1917 года завод начал работу с перебоями, так как Временное правительство расплачивалось только обесценивавшимися бумажными ассигнациями-"керенками" (в результате, в апреле 1917 года местные крестьяне на волостном сходе запретили вырубать лес на дрова для сахарного завода).

### 1918 - 1991
В январе 1918 года здесь была установлена Советская власть, начался передел земли, а на сахарном заводе ввели рабочий контроль, однако уже в марте 1918 года его оккупировали немецкие войска (которые оставались здесь до ноября 1918 года). В дальнейшем, до 1920 года село находилось в зоне боевых действий гражданской войны.
Одновременно с начавшимся восстановлением завода в начале 1920 года в селе возникло "Общество незаможных работников Кашперовского завода", объединявшее 90 человек и занимавшееся сельским хозяйством.
В 1921 году завод возобновил работу и произвёл 11 877 пудов сахара. В этом же 1921 году при заводе были созданы агротехнические курсы, курсы по ликвидации неграмотности и заводской самодеятельный театр. В 1922 году на землях бывшей экономии был создан свеклосовхоз с 3 тыс. гектаров земли.
В 1925 году завод переработал 85 тыс. тонн свеклы и произвёл свыше 5 тыс. тонн сахара, 1096 тонн мелассы и значительное количество жома. Общая численность рабочих составляла более 600 человек.
В соответствии с первым пятилетним планом развития народного хозяйства СССР в 1929 году началась реконструкция предприятия (в частности, была полностью механизирована подача сырья). В 1930 году в результате объединения сахарного завода и свеклосовхоза был создан Кашперовский сахарный комбинат. В 1935 году здесь были установлены паровые турбины мощностью 35 квт.
В 1930е годы был открыт заводской клуб.
В ходе Великой Отечественной войны 17 июля 1941 село оккупировали немецкие войска. Осенью 1941 года здесь возникла советская подпольная группа из 13 человек, связанная с Тетиевской подпольной организацией. Подпольщики сорвали план гитлеровцев взорвать сахарный завод при отступлении, однако оккупанты всё же успели уничтожить оборудование колхозов и совхоза. 1 января 1944 года части 155-й стрелковой дивизии РККА освободили село.
Первые 1000 центнеров сахара завод произвёл уже в 1944 году.
После войны завод был расширен и оснащен новым оборудованием. Здесь были построены водоочистные сооружения, новые цеха и заводская ТЭЦ. Заводская котельная была переведена на жидкое топливо.
В 1960 году в состав Кашперовского свеклосовхоза включили Кашперовскую сельскохозяйственную артель (в результате, площадь земельных угодий для выращивания свеклы была увеличена).
В 1967 году в строй были введены 400-метровый гидротранспортёр, новая газовая печь и мойка. В результате, если в 1967 году завод произвёл 141,1 тыс. центнеров сахара, то в 1969 году - 250,7 тыс. центнеров сахара.
В целом, в советское время сахарный комбинат был крупнейшим предприятием села и одним из крупнейших предприятий района, на его балансе находились жилые дома и другие объекты социальной инфраструктуры.

### После 1991
В мае 1995 года Кабинет министров Украины утвердил решение о приватизации сахарного завода и обеспечивавшего его сырьём свеклосовхоза. В дальнейшем, государственное предприятие было преобразовано в открытое акционерное общество "Кашперовский сахарный завод".
В ноябре 2005 года хозяйственный суд Киевской области возбудил дело о банкротстве завода.
В условиях начавшегося в 2008 году экономический кризиса, 22 февраля 2008 года Кабинет министров Украины утвердил решение о продаже оставшегося в государственной собственности пакета из 19,22% акций предприятия.